# MareNostrum
|  | Aquest article tracta sobre el supercomputador. Vegeu-ne altres significats a «Mar Mediterrània». |

MareNostrum és el nom comú que rep el supercomputador català gestionat pel Centre Nacional de Supercomputació de Barcelona (BSC-CNS) i fabricat per IBM. Amb diverses versions des de la seva arrencada el 2005, està situat a l'antiga capella desacralitzada de la Torre Girona, un edifici protegit del barri de Pedralbes i que pertany a la Universitat Politècnica de Barcelona.
Aquest ordinador de grans dimensions ocupa llocs destacats al rànquing internacional de supercomputadors Top500 i és considerat el més potent en el domini catalanoparlant, en tot l'Estat Espanyol i també, d'ençà de la seva darrera (cinquena) versió, el millor de la Unió Europea. A la Torre Girona s'hi havia instal·lat quatre versions de MareNostrum 1, 2, 3 i 4. La millor posició al Top500 fou amb el MareNostrum 1 el novembre de 2004. A banda de les seves característiques tècniques, també havia estat considerat el superordinador «més bonic del món» segons diverses fonts, atès l'entorn de misticisme que li atorgava la capella que l'acull. Tanmateix, la creació d'una cinquena versió, molt més grossa i impossible de fer cabre en el mateix espai, obligà a instal·lar diversos components de l'estructura als pisos inferiors del BSC, a pocs metres de la capella.
El primer MareNostrum va començar a funcionar a principis de 2005 i s'ha anat ampliant notablement, tot substituint processadors originals per processadors a 2,3GHz i duplicant-ne el nombre. Més tard es van canviar per processadors Intel. El 2013, la capacitat de càlcul del superordinador va assolir els 1.100 bilions d'operacions per segons (1,1 petaflops). Amb 48.896 processadors Intel Xeon de 64 bits a 2,6 GHz disposava d'un total de 2 petabytes de capacitat d'emmagatzematge i 95,5 terabytes de memòria. Com a sistema operatiu feia servir la distribució SuSe de Linux. Al 2017 es va posar en marxa la quarta actualització (13,9 petaflops), que combinava clústers basats en processadors Intel Xeon Platinum amb clústers de tecnologies emergents. En la cinquena versió, inaugurada el 2023, arribà als 200 petaflops (200.000 bilions d’operacions per segon) i destacà per tenir emmagatzemar 248 petabytes, paràmetre únic en l'àmbit mundial.

## Història
MareNostrum 1 va ser construït en dos mesos al Centre Tècnic d'IBM a San Fernando de Henares (Madrid). Després de fer les proves i executar el test LINPACK per a la seva inclusió al TOP500 es va traslladar posteriorment al BSC, on s'han anat instal·lant les posteriors versions del supercomputador. L'ordinador és a l'interior d'una antiga capella, ja dessacralitzada, construïda a principis del segle XX al Campus Nord de la Universitat Politècnica de Catalunya. En el seu inici, ocupava l'espai de l'interior d'un cub de vidre de 9x18x5 metres construït amb més de 19 tones de vidre i 26 de ferro, amb una superfície de 180 metres quadrats.
Mare Nostrum ('el nostre mar' en llatí) és el nom que feien els romans per referir-se a la mar Mediterrània. Va ser triat no només pel lloc sinó també per representar la gran potència d'aquest recurs informàtic. La primera versió es va posar en marxa el 12 d'abril de 2005, presentada per l'empresa IBM i la ministra espanyola d'Educació i Ciència, María Jesús San Segundo. Des d'aleshores s'utilitza en la recerca del genoma humà, el canvi climàtic, en l'estudi de les ones gravitacionals, en el disseny de nous fàrmacs i en simulacions sobre la producció d'energia de fusió, entre d'altres. El seu ús està disponible per a la comunitat científica nacional i internacional, controlada per un comitè d'accés, qui s'encarrega d'assignar temps de còmput en funció de la vàlua dels projectes.

### MareNostrum 1
En la primera versió, MareNostrum comptava amb 2.282 nodes de computació JS20 i disposava de 4.564 processadors. A cada node JS20 hi havia dos processadors mononucli PowerPC 970FX compartint 4 GB de memòria, donant un total de 9.128 GiB de memòria principal. Cada node individual disposava també de 40 GB d'emmagatzematge a més de 128 TB d'emmagatzematge en xarxa. Aquests nodes estaven repartits en 163 armaris (IBM els anomena BladeCenters) tenint cada armari 14 d'aquests blades.
Quan es va posar en marxa de forma definitiva es va mesurar de nou el seu rendiment i va obtenir el total de 27,91 gigaflops, superant així els 20,53 gigaflops obtinguts en proves durant la construcció.

### MareNostrum 2
L'any 2006 es va ampliar, superant per poc més del doble la seva capacitat de càlcul original. Els 4.812 processadors mononucli van ser substituïts per 5.120 processadors de doble nucli distribuïts en diversos nodes JS21 augmentant la capacitat de càlcul fins als 63,83 teraflops. La memòria es va augmentar fins als 20 TB i l'emmagatzemament extern fins als 390 TB. Els processadors antics es van utilitzar per ampliar el supercomputador Magerit del CesViMa i crear una xarxa de supercomputadors distribuïts per tot l'Estat. MareNostrum es va convertir, aleshores, en el major node de la Red Española de Supercomputación.

### MareNostrum 3
El novembre de 2012 MareNostrum va protagonitzar la tercera actualització, esdevenint 25 vegades més potent que el primer MareNostrum. Comptava amb prop de 50.000 processadors sumant un total d'1,1 petaflops.
MareNostrum 3 utilitzava nodes BladeCenter JS20 amb processadors duals IBM PowerPC 970FX de 64 bits a 2.2 GHz i es basava en el sistema operatiu Linux. El superordinador tenia una capacitat de càlcul de 62,63 teraflops amb punts de 94,208 teraflops.
El sistema comptava amb 20 terabytes de memòria d'accés aleatori (RAM), 280 terabytes de disc i 10.280 processadors.
Els processadors de l'ordinador tenien una arquitectura de 64 bits. Els nodes es comunicaven entre si a través d'una xarxa Myrinet de gran amplada de banda i baixa latència.
Físicament es localitzava a l'interior de l'antiga capella de la Torre Girona, al campus de la UPC de Barcelona, dins d'un prisma de cristall de 9 x 18 x 5 metres, ocupava una instal·lació de 120 m² i pesa 40.000 kg.

### MareNostrum 4
Té dues parts diferenciades: un bloc de propòsit general i un de tecnologies emergents. A banda, té cinc racks d'emmagatzematge amb capacitat per arxivar 14 petabytes (14 milions de gigabytes) de dades. Tots els components estan interconnectats mitjançant una xarxa d'alta velocitat Omnipath. El bloc de propòsit general té 48 racks amb 3.456 nodes. Cada node té dos xips Intel Xeon Platinum, amb 24 nuclis cada un, la qual cosa suma un total de 165.888 nuclis i una memòria central de 390 terabytes. La seva potència pic és d'11,15 petaflops. Tot i que la seva potència és deu vegades superior a la de MareNostrum 3, el consum energètic només ha augmentat un 30% i ha passat a ser d'1,3 MWatt/any.
El bloc de tecnologies emergents està format per clústers de tres tecnologies diferents. El primer és el clúster constituït per processadors IBM POWER9 i GPUs NVIDIA Volta, amb una potència de càlcul superior a 1,5 petaflops. El segon està format per processadors AMD Rome i AMD Radeon Instinct MI50, amb una potència de càlcul de 0,52 petaflops. El tercer conté processadors ARMv8 i la seva capacitat de càlcul pot assolir els 0,65 petaflops.

### MareNostrum 5
El juliol de 2019, l'EuroHPC Joint Undertaking va seleccionar el Barcelona Supercomputing Center com una de les institucions que allotjaran un superordinador pre-exascala de la xarxa de supercomputadors d'alta capacitat promoguda per la Comissió Europea. Inicialment es previa que MareNostrum 5 entrés en marxa a l'abril de 2021 i que inclogués una plataforma experimental dedicada al testeig i desenvolupament de tecnologies de supercomputació europees.
El juny de 2022 s'adjudicà el contracte del supercomputador MareNostrum 5, que serà accessible el desembre de 2023. Tindrà capacitat per processar almenys 205 Petaflops, cosa que el situarà entre els cinc primers supercomputadors del món. Aquest contracte suposa una inversió superior als 151 milions d'euros per adquirir i mantenir el sistema.

## Àrees d'investigació
El supercomputador MareNostrum 3 s'utilitza per moltes àrees d'investigació que van des de la predicció del canvi climàtic fins a la biomecànica o l'anàlisi de Big Data.
Alguns projectes estan relacionats amb la contaminació atmosfèrica i com desenvolupar models que permetin identificar les fonts i processos que determinen la qualitat de l'aire i predir els episodis de contaminació. Existeix un altre projecte que investiga els aerosols i com aquests interactuen amb el sistema atmosfèric dispersant i absorbint la radiació solar. Un altre projecte dels molts que són en aquest apartat serien aquells que investiguen les ciutat intel·ligents i la optimització del transport i la salut de la humanitat. En projectes relacionats amb el medi ambient, s'ha emprat per a la gestió de l'agricultura i l'aigua, el pronòstic oceànic, l'estudi dels ciclons tropicals o càlculs per trobar l'indret més eficient on instal·lar un molí de vent.
Una altra línia d'investigació està relacionada amb les dades massives, per exemple estudiant la interacció de les persones amb les computadores o tractant de crear eines visuals i algorítmiques per analitzar i estudiar grans volums de dades. La integració, emmagatzematge i transmissió d'un gran volum de dades clíniques i de simulacions és un altre dels principals projectes. Altres projectes treballen en camps com la computació al núvol, la tecnologia energètica o l'optimització dels centres de dades són els dos projectes que hi ha actualment. Des del vessant de la bioinformàtica, el BSC és un exemple de com la bioinformàtica i els superordinadors són avui dia una eina indispensable dels centres de recerca que compten amb laboratoris experimentals per accelerar el combat contra noves malalties. La bioinformàtica s'utilitza per a la investigació sobre els virus i els seus possibles tractaments, analitzant-ne el genoma i les seves successives mutacions, i per a la recerca de fàrmacs i teràpies immunitàries (anticossos i vacunes). Un cas conegut va ser el de la seva utilització durant la Pandèmia de COVID-19.
Pel que fa a la biomecànica, ha permès treballar en simulacions del sistema cardiovascular o del respiratori. També ha ajudat en el disseny de medicaments, la simulació de terratrèmols, la detecció de combustible fòssil a grans profunditats, l'anàlisi de les propietats de la superfície terrestre o en estudis sobre mecànica de fluids computacional, entre d'altres projectes. També ha servit per estudiar l'evolució cultural, l'eficiència energètica o la seguretat publica, i en la implementació de millors pràctiques relacionades amb l'educació.

## Galeria d'imatges

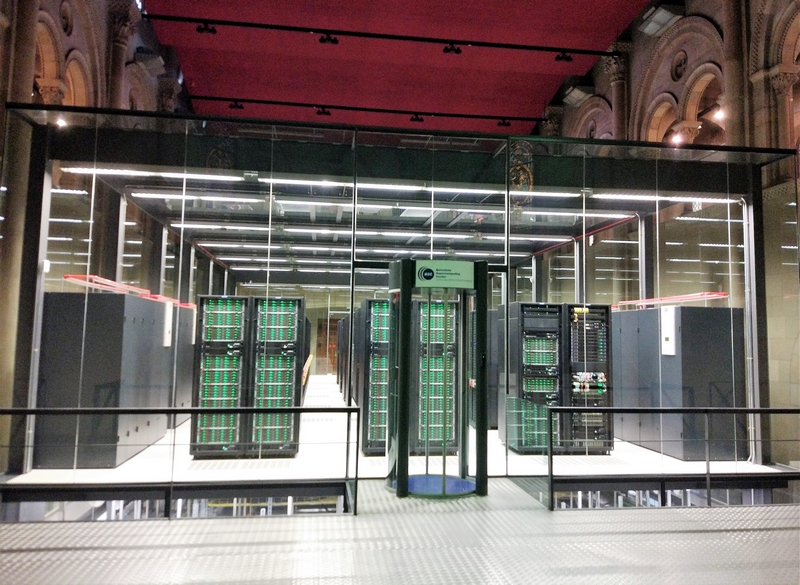
MareNostrum 4. Vista frontal (2017)
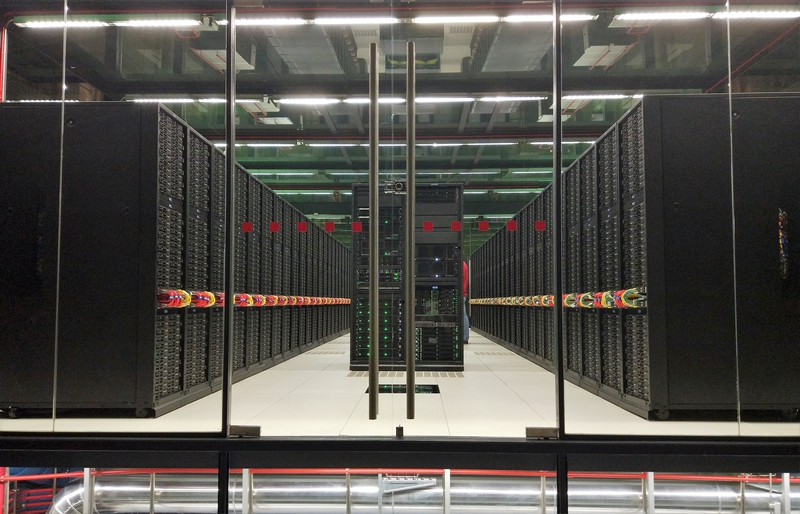
MareNostrum 4. Vista posterior (2017)
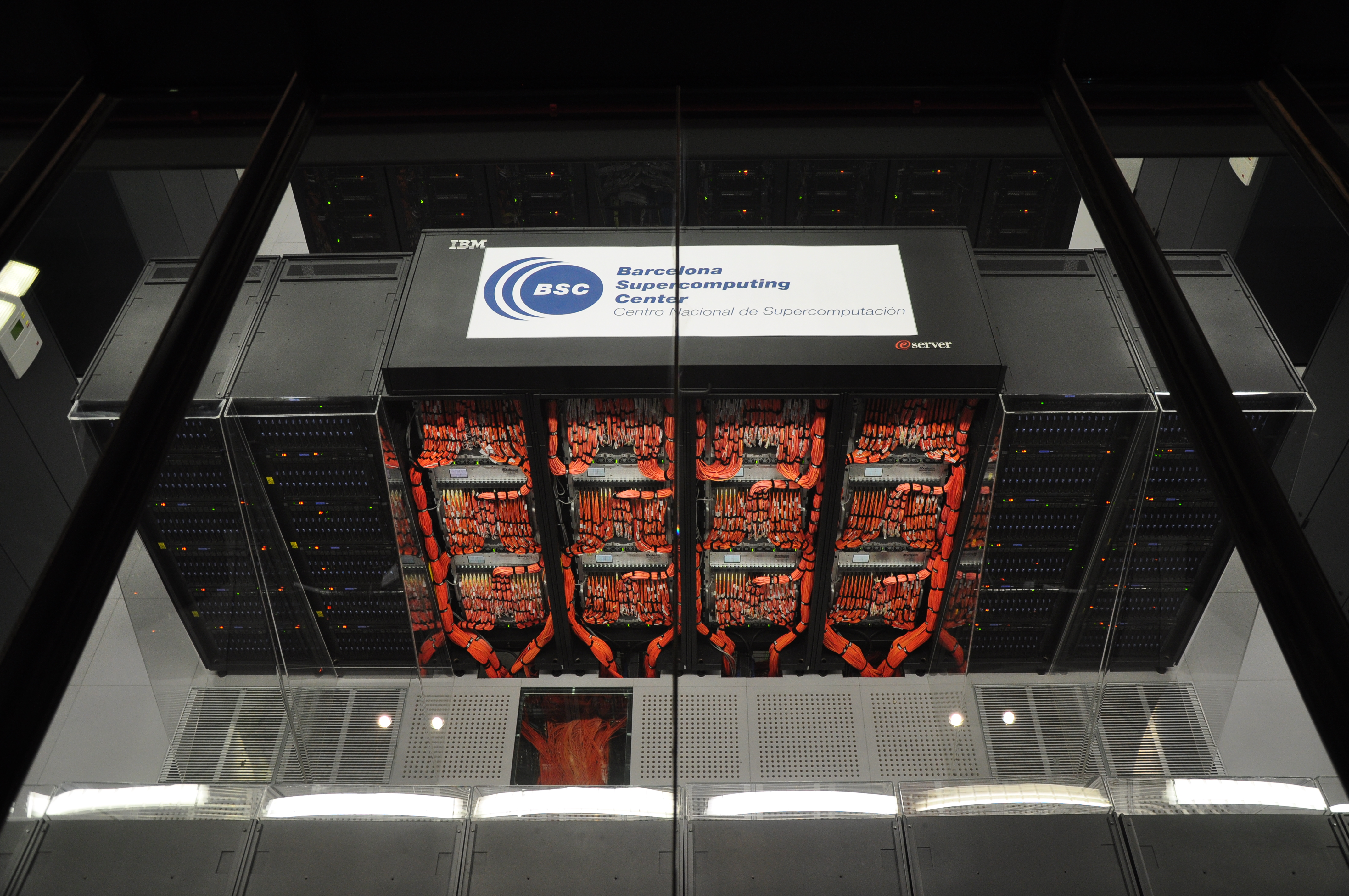
MareNostrum 2. Vista dels armaris amb CPUs als extrems
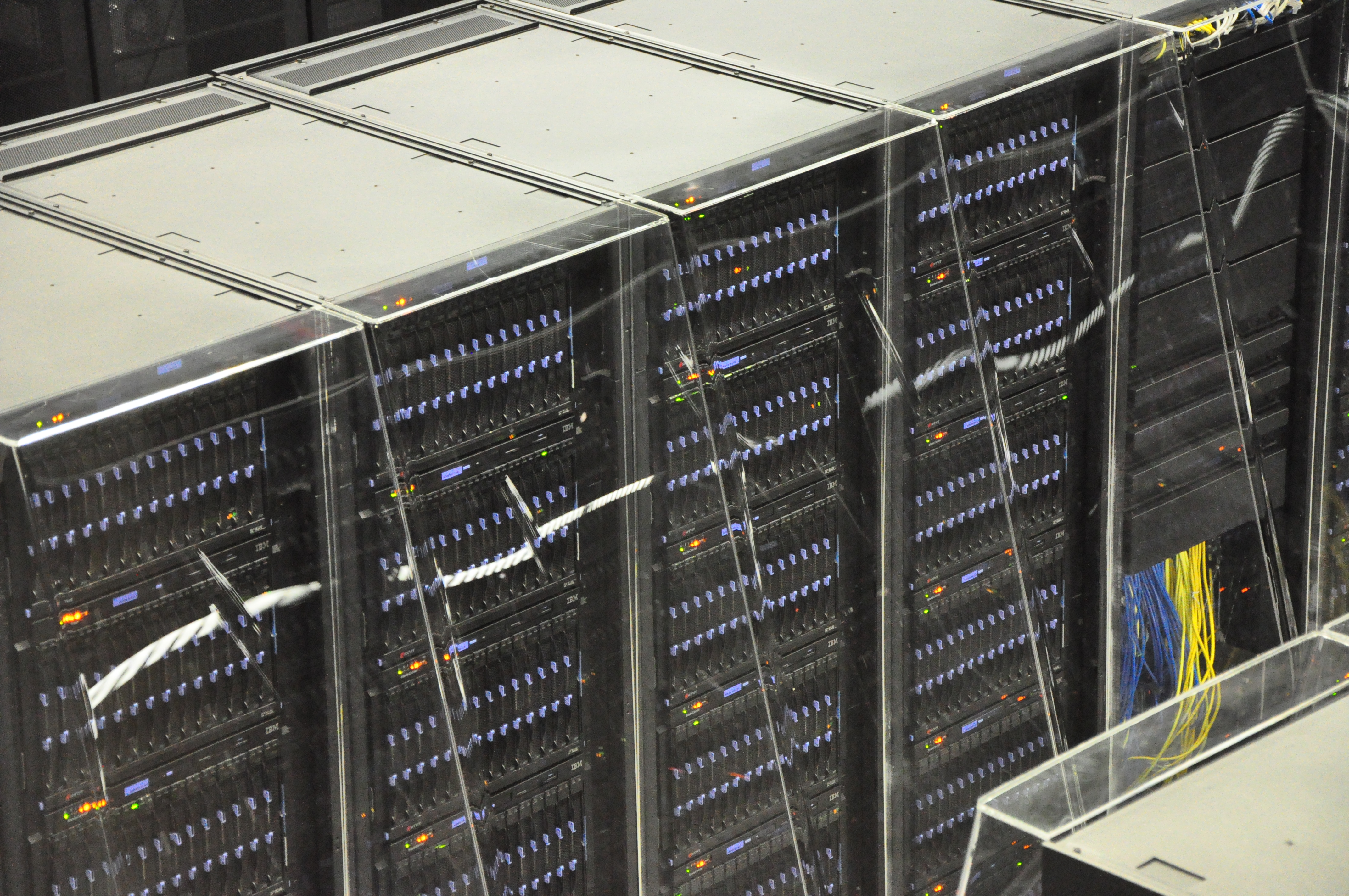
MareNostrum 2. Armaris amb CPUs
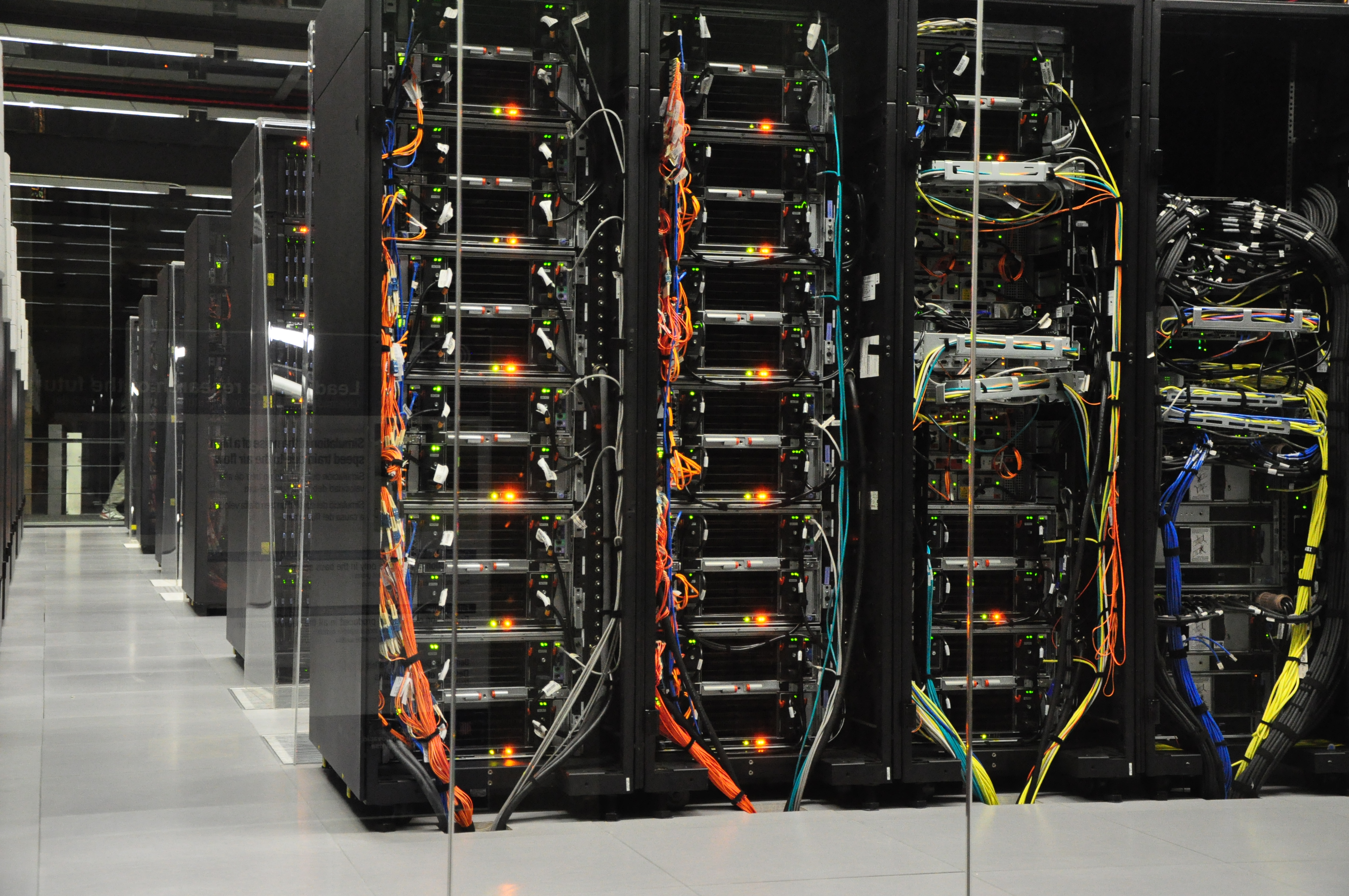
MareNostrum 2. Armaris dins la gabia de refrigeració
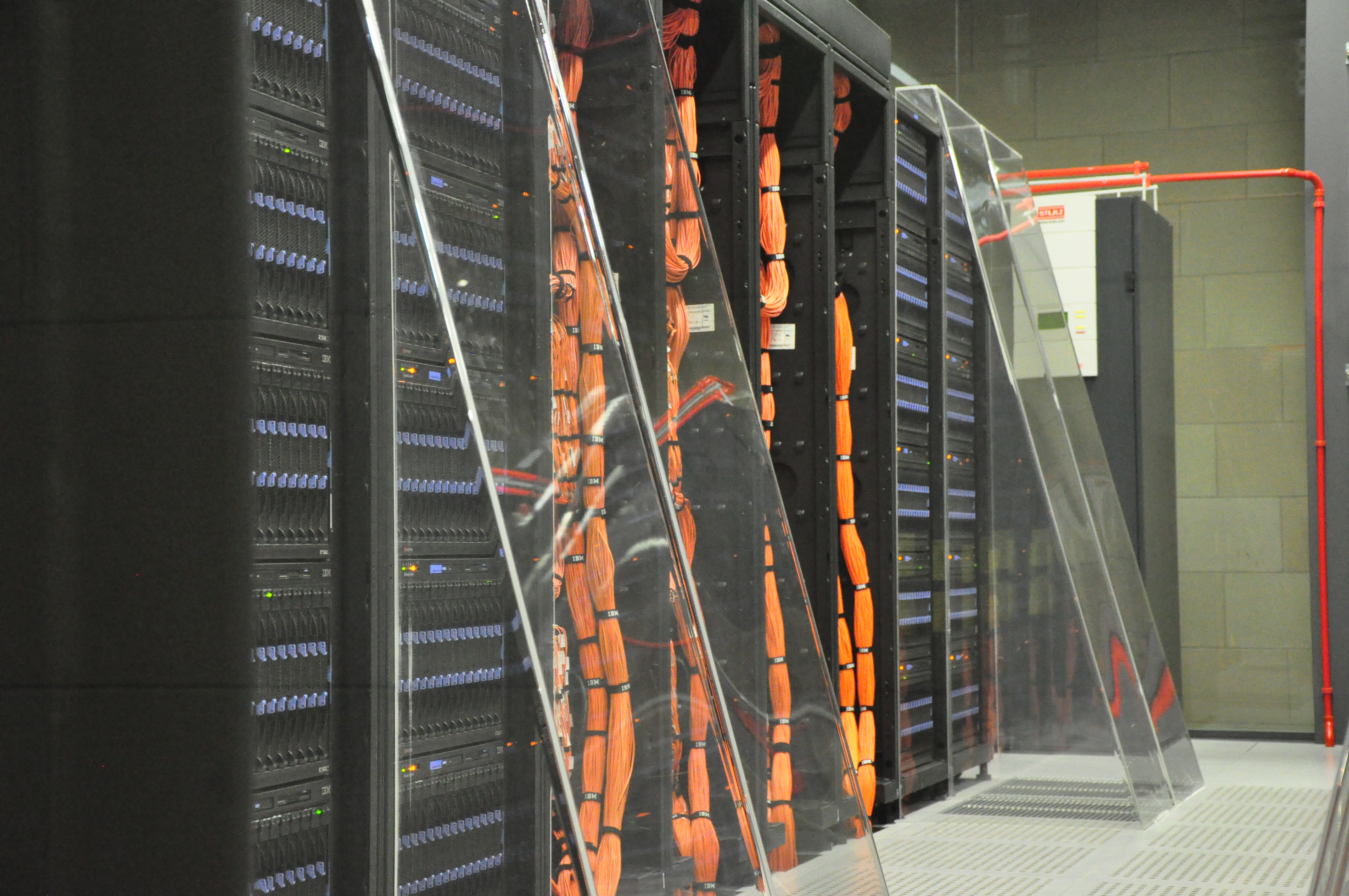
MareNostrum 2. Campanes per concentrar la refrigeració
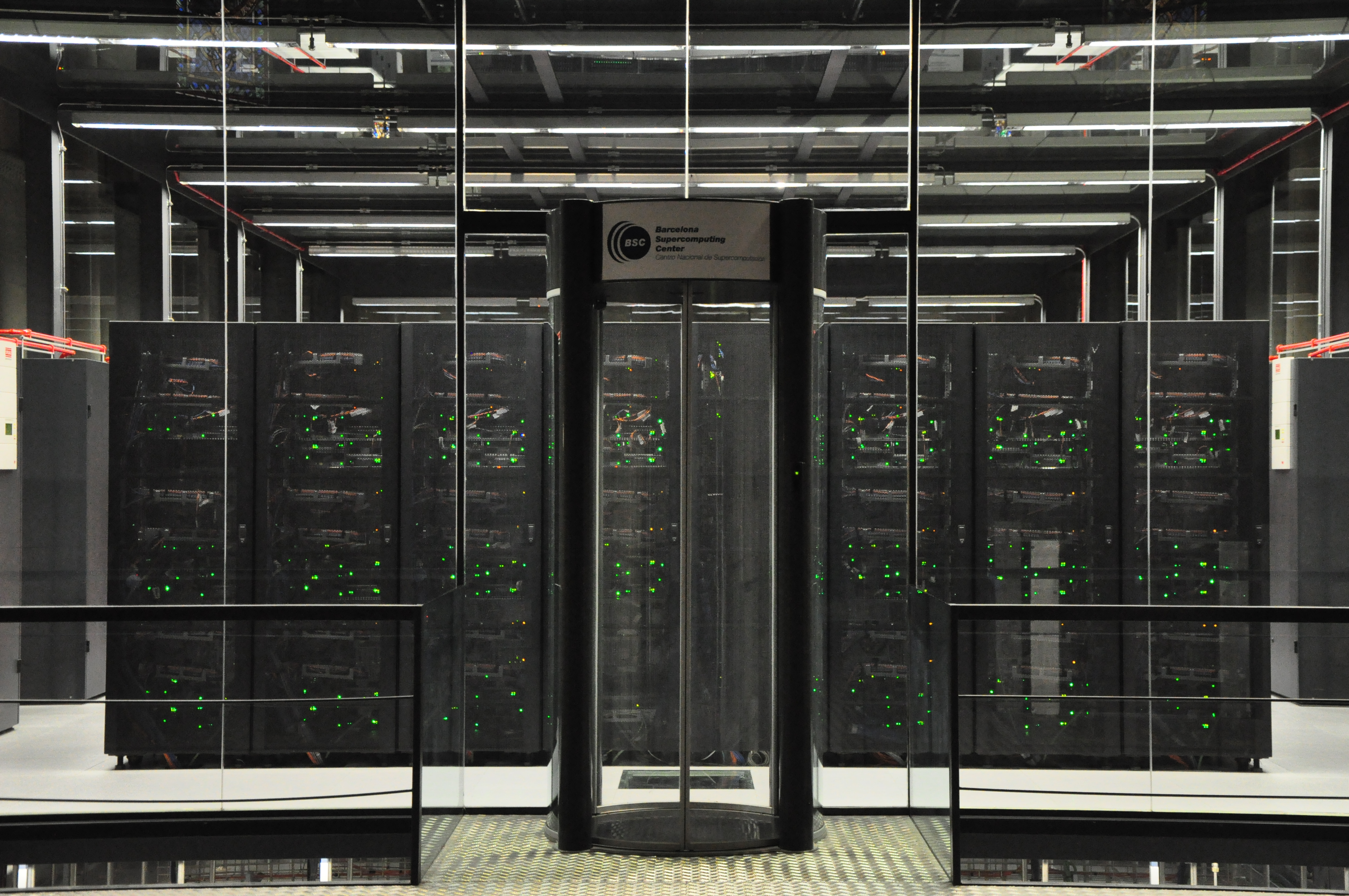
MareNostrum 2. Porta d'accés a la gàbia refrigerada